# Aardbeving Provence 1909
Op 11 juni 1909 deed zich een zware aardbeving voor in de Provence in het zuidoosten van Frankrijk. Het epicentrum bevond zich tussen de gemeenten Rognes, Lambesc et Saint-Cannat, een twintigtal kilometer van Marseille. Met 46 dodelijke slachtoffers was het de dodelijkste aardbeving in Frankrijk in de 20e eeuw.
De aardbeving deed zich voor op vrijdag 11 juni 1909 om 21u15 ter hoogte van de heuvels van Trevaresse tussen Venelles en Lambesc. De kracht van de aardbeving wordt geschat op 6,2 op de schaal van Richter. De hoofdbeving duurde ongeveer twintig seconden. Na ongeveer twintig minuten volgde een krachtige naschok, gevolgd door kleinere naschokken. De aardbeving werd gevoeld in het hele zuidoosten van Frankrijk tot in Perpignan, Nîmes, Montpellier en Avignon. Overal vluchtten mensen de straat op. Er vielen 46 doden en ongeveer 250 gewonden. Ongeveer 3000 gebouwen raakten beschadigd.
Lambesc was het zwaarst getroffen met veertien doden en twaalf zwaargewonden. In een gezin werden vier kinderen gedood. Meer dan de helft van de doden in Lambesc was trouwens jonger dan 18 jaar. Vijftig gebouwen werden vernield en de kerk liep zware schade op. Ook in Rognes vielen veertien doden en in Saint-Cannat vielen er tien doden. In Pélissanne waren er vier dodelijke slachtoffers en in Le Puy-Sainte-Réparade en Vernègues vielen telkens twee doden. In Aix-en-Provence vielen geen dodelijke slachtoffers maar ongeveer 1500 gebouwen raakten beschadigd.  Ook in Salon-de-Provence stortten veel gebouwen in, waaronder een deel van het kasteel.
Telegraaf- en elektriciteitsleidingen werden beschadigd en hulpverleners bereikten het gebied maar in de ochtend van 12 juni. Vanuit Avignon werden per trein genietroepen naar het zwaarst getroffen gebied gestuurd. Na de ramp volgde een grote geldinzameling onder de bevolking, ondersteund door de lokale kranten. Met de opbrengsten werden tentenkampen en tijdelijke woningen voor de daklozen gebouwd.

## Afbeeldingen

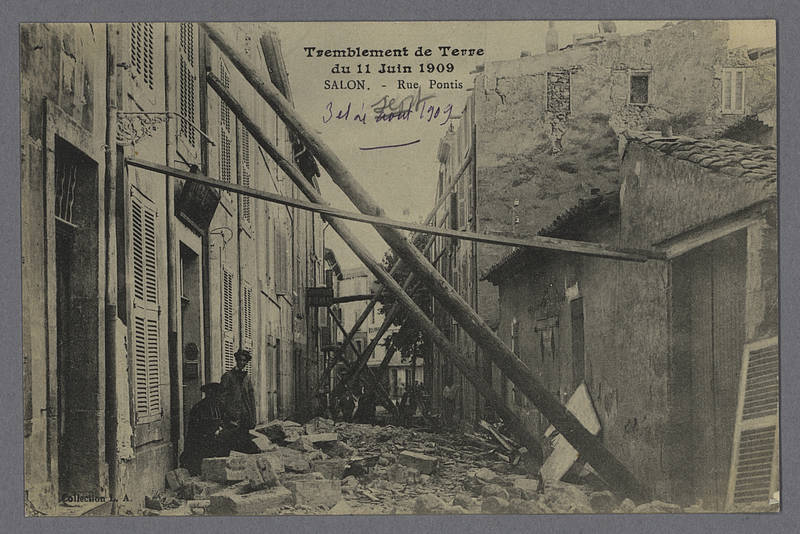
Schade in Salon-de-Provence
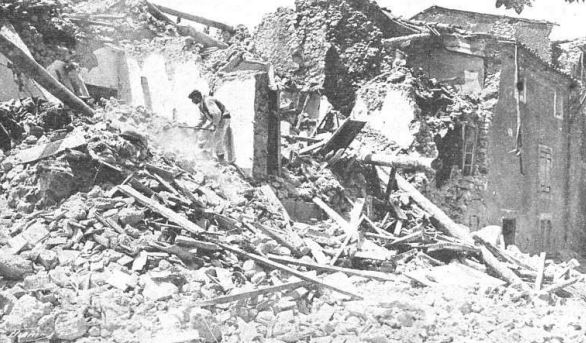
Schade in Saint-Cannat
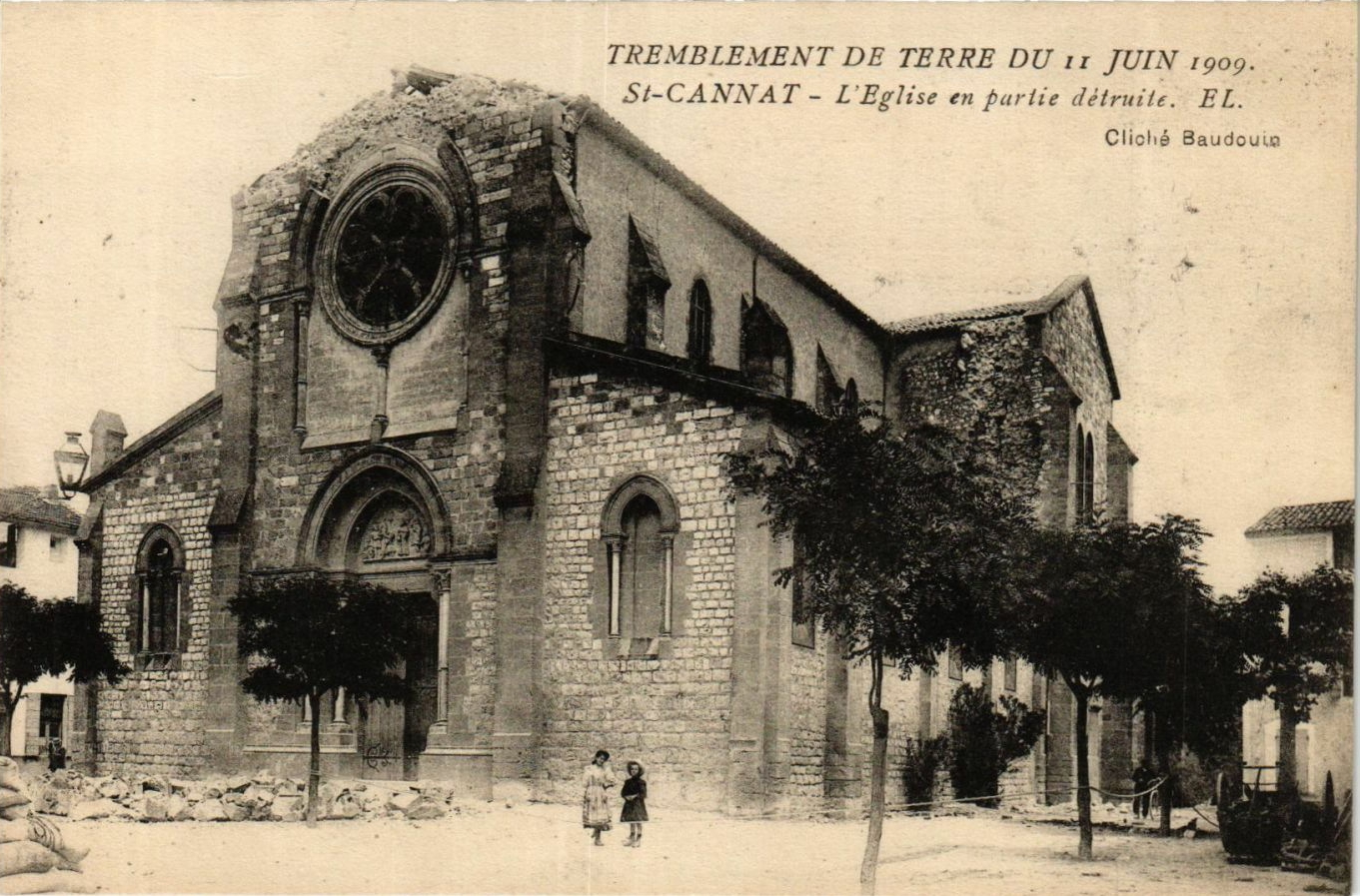
Schade aan de kerk van Saint-Cannat
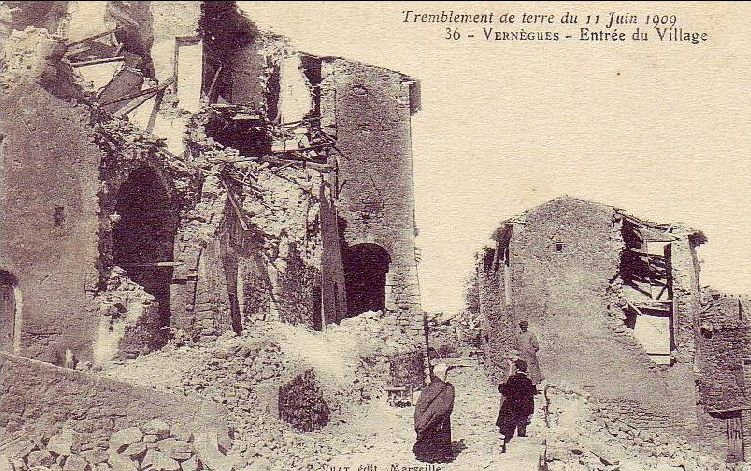
Schade in Vernègues